# Карякино (Владимирская область)
Карякино — деревня в Камешковском районе Владимирской области России, входит в состав Второвского сельского поселения.

## География
Деревня расположена в 7 км на юго-запад от центра поселения села Второво, в 18 км на северо-восток от Владимира и в 24 км на юго-запад от Камешково. 

## История
В конце XIX — начале XX века деревня входила в состав Давыдовской волости Владимирского уезда. В 1859 году в деревне числилось 60 дворов, в 1905 году — 103 дворов, в 1926 году — 109 хозяйств и начальная школа.
С 1929 года деревня входила в состав Нестерковского сельсовета Владимирского района, с 1940 года — в составе Камешковского района, с 1954 года — в составе Второвского сельсовета, с 2005 года — в составе муниципального образования Второвское.

## Население
| 1859 | 1905 | 1926 | 2002 | 2010 | 2021 |
| ---- | ---- | ---- | ---- | ---- | ---- |
| 430  | ↗514 | ↘474 | ↘71  | ↘21  | ↗114 |